# Mesochorus tenuiscapus
Mesochorus tenuiscapus là một loài tò vò trong họ Ichneumonidae.